# Rejs Roku – Srebrny Sekstant

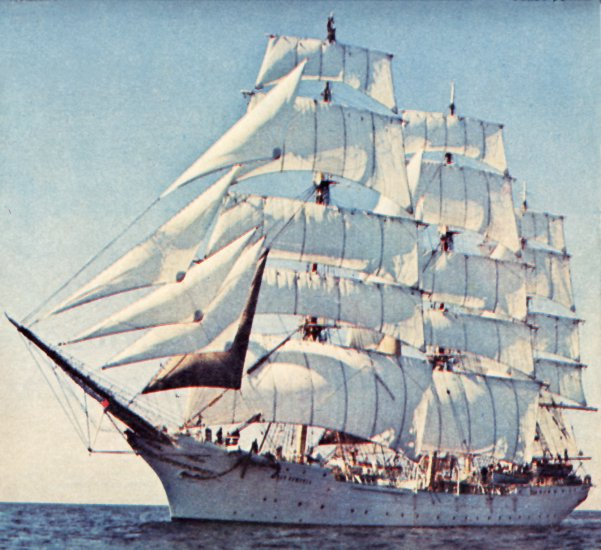
Dar Pomorza

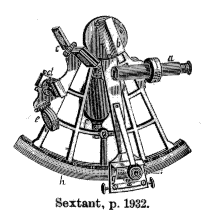
Sekstant z XIX w.

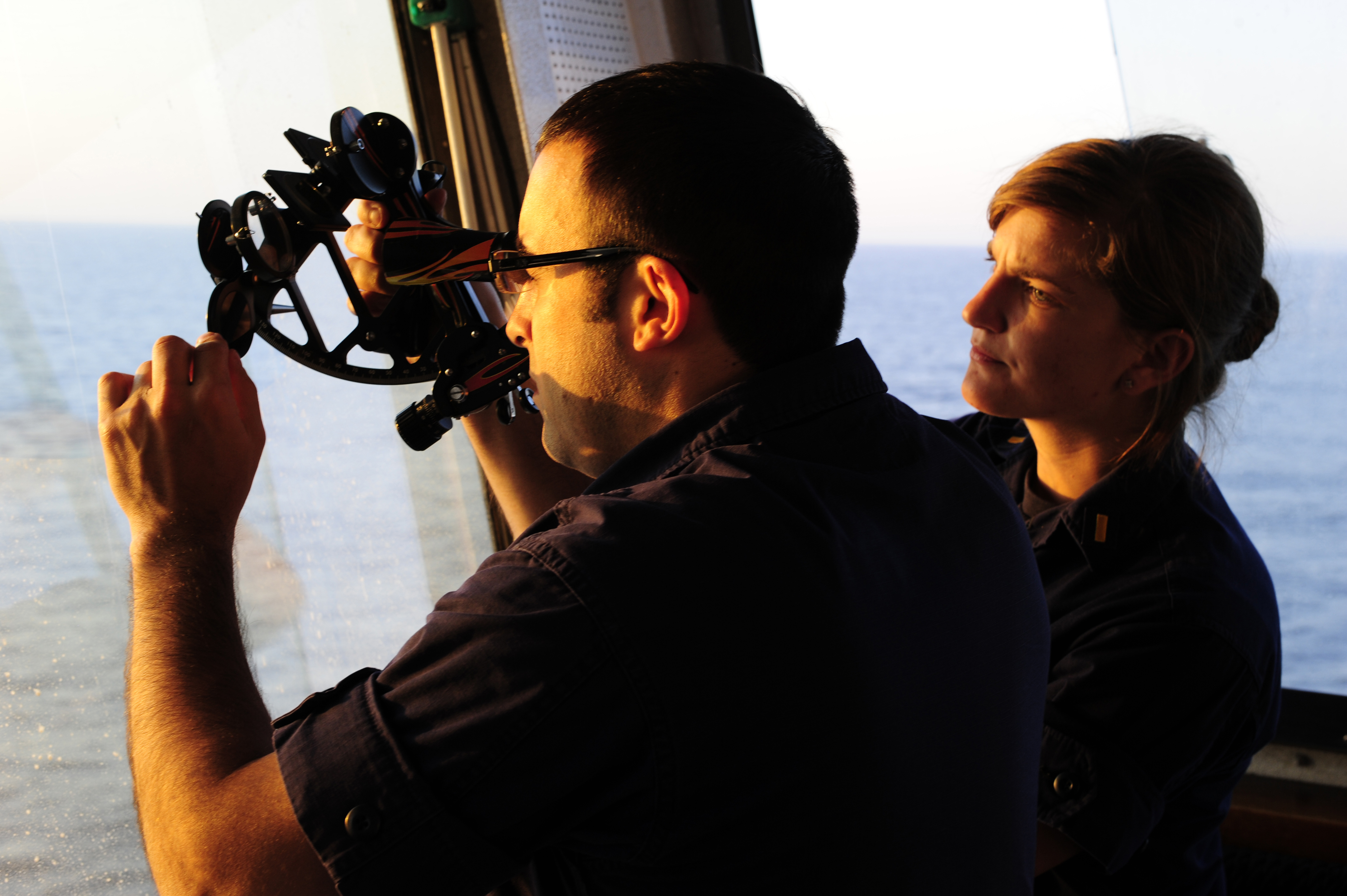
Nawigacja z sekstantem

Rejs Roku – Srebrny Sekstant – polskie wyróżnienia żeglarskie, przyznawane corocznie od roku 1970 w pierwszy piątek marca, dla uczczenia rocznicy opłynięcia 1 marca 1937 roku przylądka Horn przez żaglowiec szkolny Państwowej Szkoły Morskiej w Gdyni – Dar Pomorza. Na pokładzie tej fregaty, która jest obecnie jednym z oddziałów Muzeum Morskiego w Gdańsku, zbiera się Jury Rejsu Roku.

## Historia
Systematyczne honorowanie dokonań polskich żeglarzy zainicjowała grupa dziennikarzy Głosu Wybrzeża, pasjonatów żeglarstwa. Organizowali oni na Pomorzu cieszące się wielkim zainteresowaniem spotkania z Leonidem Teligą, który 30 kwietnia 1969 zakończył w Casablance ponad dwuletni rejs dookoła świata. Redaktorzy Tadeusz Jabłoński, Zenon Gralak i Kazimierz Kołodziej przygotowali regulamin dorocznych nagród Rejs Roku, za najwybitniejsze osiągnięcia polskich żeglarzy morskich, a Minister Żeglugi Jerzy Szopa ufundował główną nagrodę – Srebrny Sekstant. W następnych latach nagrodę fundowało Ministerstwo Transportu, Budownictwa i Gospodarki Morskiej.
W 1973 roku ponownie polscy żeglarze pokonali trawers Hornu – jury Rejsu Roku przyznało Srebrny Sekstant Krzysztofowi Baranowskiemu, a drugie miejsce zajęli kapitanowie jachtu s/y Euros – Aleksander Kaszowski i Henryk Jaskuła.
W latach 1970–2019 główne nagrody Rejs Roku – Srebrny Sekstant otrzymały 45 jachty, 19 wypraw dookoła świata (wielki krąg), 12 startów w oceanicznych regatach, 15 rejsów polarnych. Wśród nagrodzonych osób było 47 kapitanów (3 kobiety, 4 żeglarzy polonijnych, 2 cudzoziemców, 9 osób uhonorowano dwukrotnie, 1 trzykrotnie). Wyróżniono też jeden katamaran (Warta Polpharma) i jeden trójmasztowy jacht (Zawisza Czarny).

## Jury konkursu
W obradach Jury konkursu, odbywających się w salonie komendanta żaglowca-muzeum Dar Pomorza, biorą udział przedstawiciele organizatorów i zwycięzcy poprzednich edycji. W roku 2012 w obradach brali udział m.in.: kontradmirał Czesław Dyrcz (przewodniczący Jury, rektor-komendant Akademii Marynarki Wojennej), Maciej Leśny (przedstawiciel Prezesa PZŻ, przewodniczący Komisji Żeglarstwa Morskiego) oraz publicyści-pomysłodawcy Rejsu Roku – Srebrnego Sekstantu – Tadeusz Jabłoński, Zenon Gralak i Aleksander Goski. W grupie żeglarzy reprezentujących laureatów edycji 1–42, znaleźli się m.in. Krystyna Chojnowska-Liskiewicz, Jerzy Jaszczuk, Andrzej Rościszewski, Jerzy Wąsowicz.

## Logo nagrody i opis
Pierwsze logo Rejsu Roku opracowano w roku 1970, przed ustanowieniem ministerialnej nagrody głównej (Sekstantu Roku); akcji patronował wówczas Głos Wybrzeża. Czarno białe logo miało kształt prostokąta z szerokim obramowaniem o lekko zaokrąglonych narożach. Dookoła wewnętrznego, białego prostokąta znajdował się schematyczny rysunek jachtu, przedstawionego jako trzy czarne pola: półokrąg przedstawiający kadłub slupa i dwa zniekształcone trójkąty, przedstawiające grot i fok. Wierzchołki żagli umieszczono na tle umownego obrazu kuli ziemskiej (równik, 2 południki i 2 równoleżniki). W czarnym obramowaniu prostokąta znajdował się biały napis (majuskuła): w dolnej części obwodu – 1970, a w części pozostałej – REJS ROKU * GŁOS WYBRZEŻA.
W następnych latach w szerokim obramowaniu wewnętrznego prostokąta były umieszczane napisy: REJS ROKU (po lewej stronie) i SREBRNY SEKSTANT (po prawej). W polu grota umieszczono herb Gdańska (dwa równoramienne krzyże w słup i korona). Logo było stosowane w wersji czarno-białej oraz barwnej (granatowe obramowanie z białym napisem, a na białym tle wewnętrznego prostokąta – czarny kadłub żaglówki i czerwone żagle z barwnym herbem).
Zwycięzcy konkursu Rejs Roku otrzymują symboliczne koło sterowe z plakietką, a zdobywcy I miejsca – dodatkowo sekstant, wręczany w drewnianym kuferku przez przedstawiciela ministerstwa podczas uroczystej gali w Dworze Artusa. W czasie tej samej uroczystości są wręczane nagrody Rejs Roku niższych stopni oraz Bursztynowa Róża Wiatrów – puchar od Prezydenta Gdańska.

## Nagrodzeni Srebrnym Sekstantem
| Rok  | Laureat                                                                                 | Jacht                | Uzasadnienie |
| 1970 | kpt. Andrzej Rościszewski                                                               | Śmiały               | opłynięcie Islandii na s/y Śmiały |
| 1971 | kpt. Dariusz Bogucki                                                                    | Mestwin              | rejs na Spitsbergen i Jan Mayen na s/y Mestwin |
| 1972 | kpt. Bogdan Olszewski                                                                   | Alf                  | rejs do Murmańska na s/y Alf |
| 1973 | kpt. Krzysztof Baranowski                                                               | Polonez              | pierwsze polskie samotne opłynięcie globu ziemskiego wokół przylądka Horn na s/y Polonez |
| 1974 | kpt. Zygfryd Perlicki                                                                   | Copernicus           | za udział w pierwszych, w historii światowego żeglarstwa, załogowych wokółziemskich regatach szlakiem windjammerów (s/y Copernicus) |
| 1974 | kpt. Zdzisław Pieńkawa                                                                  | Otago                | za udział w pierwszych, w historii światowego żeglarstwa, załogowych wokółziemskich regatach szlakiem windjammerów (s/y Otago) |
| 1975 | kpt. Richard Konkolski                                                                  | Nike                 | samotny rejs dookoła świata na s/y Nike |
| 1976 | kpt. Kazimierz Jaworski                                                                 | Spaniel              | zdobycie II miejsca w klasie Jester w Transatlantyckich Regatach Samotnych Żeglarzy na trasie Plymouth – Newport na s/y Spaniel |
| 1977 | kpt. Kazimierz Jaworski                                                                 | Spanielek            | zdobycie II miejsca na s/y Spanielek w Transatlantyckich Regatach Samotnych Żeglarzy na mini jachtach |
| 1978 | kpt. Krystyna Chojnowska-Liskiewicz                                                     | Mazurek              | pierwszy na świecie samotny rejs kobiety dookoła świata na s/y Mazurek |
| 1979 | kpt. Jerzy Rakowicz                                                                     | Spaniel              | zwycięstwo w regatach samotnych żeglarzy na trasie Falmouth – Azory – Falmouth na s/y Spaniel |
| 1980 | kpt. Henryk Jaskuła                                                                     | Dar Przemyśla        | samotny rejs dookoła świata bez zawijania do portów z Gdyni do Gdyni wokół przylądka Horn na s/y Dar Przemyśla |
| 1981 | kpt. Wojciech Wierzbicki                                                                | Gedania              | pierwsze polskie opłynięcie archipelagu Svalbard na s/y Gedania |
| 1982 | kpt. Ryszard Wabik                                                                      | Wojewoda Koszaliński | rejs do Ameryki Południowej z opłynięciem przylądka Horn na s/y Wojewoda Koszaliński |
| 1983 | kpt. Michał Szafran                                                                     | Nasz Dom             | rejs dookoła świata na s/y Nasz Dom |
| 1984 | kpt. Andrzej Urbańczyk                                                                  | Nord IV              | samotny rejs dookoła świata na s/y Nord IV |
| 1985 | kpt. Wojciech Jacobson                                                                  | Vagabond             | rejs z Le Havre przez Kanał Panamski do Vancouver na s/y Vagabond |
| 1986 | kpt. Ryszard Wabik                                                                      | Tropiciel            | wyprawa dookoła świata szlakiem Władysława Wagnera na s/y Tropiciel |
| 1987 | kpt. Bogdan Marciniak                                                                   | Asterias             | rejs do Australii wokół przylądka Dobrej Nadziei na s/y Asterias |
| 1988 | kpt. Wojciech Jacobson, kpt. Janusz Kurbiel, kpt. Ludomir Mączka                        | Vagabond II          | pierwsze pokonanie arktycznego Przejścia Północno-Zachodniego z zachodu na wschód na s/y Vagabond |
| 1989 | kpt. Wojciech Ogrzewalski                                                               | Futuro, Barrakuda    | transoceaniczne regaty na jachtach Futuro i Barakuda |
| 1990 | kpt. Jan Ludwig                                                                         | Zawisza Czarny       | rejs dookoła świata na s/y Zawisza Czarny |
| 1991 | kpt. Janusz Kurbiel                                                                     | Vagabond 3           | dwukrotne opłynięcie Spitsbergenu na s/y Vagabond 3 |
| 1992 | kpt. Wojciech Skórski                                                                   | Agnessa              | transatlantycki rejs na s/y Agnessa |
| 1993 | kpt. Jan Pinkiewicz                                                                     | Dar Świecia          | arktyczny rejs na s/y Dar Świecia |
| 1994 | kpt. Tadeusz Jakubowski                                                                 | White Eagle          | rejs dookoła świata na s/y White Eagle |
| 1995 | kpt. Jerzy Radomski                                                                     | Czarny Diament       | za wielką żeglarską włóczęgę w latach 1978–1995 na s/y Czarny Diament po wszystkich oceanach |
| 1996 | kpt. Mieczysław Siarkiewicz                                                             | Borlawento           | opłynięcie Spitsbergenu na s/y Barlowento |
| 1997 | kpt. Roman Paszke                                                                       | MK Cafe              | zdobycie Admiral’s Cup 97 na s/y MK Cafe |
| 1998 | kpt. Andrzej Armiński                                                                   | Mantra 3             | za doskonałą postawę w regatach EXPO’98 Round the World Rally na s/y Mantra 3 |
| 1999 | kpt. Lech Kosakowski                                                                    | Nona                 | samotny rejs Dunajem, Morzem Czarnym i Śródziemnym przez Atlantyk do Miami na s/y Nona |
| 2000 | kpt. Jerzy Wąsowicz                                                                     | Antica               | wielki rejs do obu Ameryk wokół przylądka Horn na s/y Antica |
| 2001 | kpt. Roman Paszke                                                                       | Warta-Polpharma      | za znakomitą postawę w wokółziemskich regatach jachtów wielokadłubowych The Race 2000 na s/y Warta – Polpharma |
| 2002 | kpt. Wacław Strusiński                                                                  | Alefant              | harcerska wyprawa na arktyczne wody Spitsbergenu na s/y Alefant |
| 2003 | kpt. Jacek Wacławski                                                                    | Stary                | rejs na s/y Stary wokół przylądka Horn z dotarciem do antarktycznej stacji polarnej PAN na Wyspie Króla Jerzego |
| 2004 | kpt. Przemysław Mączkowski                                                              | Politechnika         | arktyczna wyprawa wokół Spitsbergenu, następnie dotarcie do wysp Archipelagu Franciszka Józefa na s/y Politechnika |
| 2005 | kpt. Barbara Królikowska                                                                | Karolka              | wielki rodzinny rejs dookoła świata na s/y Karolka |
| 2006 | kpt. Dominik Bac, kpt. Sławomir Skalmierski, kpt. Tomasz Szewczyk, kpt. Jacek Wacławski | Stary                | za pokonanie na jachcie Stary Przejścia Północno-Zachodniego |
| 2006 | kpt. Tadeusz Natanek                                                                    | Nekton               | za pokonanie na jachcie Nekton Przejścia Północno-Zachodniego |
| 2007 | kpt. Jarosław Kaczorowski                                                               | Allianz.pl           | za udany start na jachcie Allianz.pl w oceanicznych regatach samotnych żeglarzy Transat 6.50 |
| 2008 | kpt. Tomasz Lewandowski                                                                 | Luka                 | za rejs na jachcie Luka dookoła świata bez zawijania do portów najtrudniejszą trasą ze wschodu na zachód |
| 2009 | kpt. Joanna Pajkowska                                                                   | Mantra Asia          | za rejs na jachcie Mantra Asia – najszybszy i drugi kobiecy samotny rejs dookoła świata pod polską banderą |
| 2010 | kpt. Jerzy Radomski                                                                     | Czarny Diament       | za wielką, trwającą 32 lata wyprawę życia po wszystkich oceanach, na jachcie Czarny Diament |
| 2011 | kpt. Zbigniew Gutkowski                                                                 | Operon Racing        | za znakomity start i zajęcie II miejsca w etapowych regatach wokółziemskich samotnych żeglarzy VELUX 5 Oceans Race na jachcie Operon Racing |
| 2012 | kpt. Tomasz Cichocki                                                                    | Polska Miedź         | za rejs dookoła świata na jachcie Polska Miedź z zawinięciem do jednego portu (1 lipca 2011 – 6 maja 2012) |
| 2013 | kpt. Ryszard Wojnowski                                                                  | Lady Dana 44         | za pokonanie Przejścia Północno-Wschodniego pod polską banderą na jachcie Lady Dana 44 |
| 2014 | kpt. Ryszard Wojnowski                                                                  | Lady Dana 44         | za pokonanie Przejścia Północno-Zachodniego na jachcie Lady Dana 44, zamykające okołobiegunową pętlę |
| 2015 | kpt. Piotr Kuźniar                                                                      | Selma Expeditions    | za rekordową południową żeglugę po antarktycznym Morzu Rossa oraz pokonanie Przejścia Północno-Zachodniego na jachcie Selma Expeditions |
| 2016 | kpt. Szymon Kuczyński                                                                   | Atlantic Puffin      | za samotne opłynięcie świata na małym jachcie Atlantic Puffin w ramach projektu Maxus Solo Around |
| 2017 | kpt. Joanna Pajkowska kpt. Uwe Röttgering                                               | Rote 66              | za zwycięski start, na s/y Rote 66, w transatlantyckich regatach TwoSTAR 2017 |
| 2018 | kpt. Szymon Kuczyński                                                                   | Atlantic Puffin      | za samotny rejs dookoła świata bez zawijania do portów na niewielkim jachcie Atlantic Puffin |
| 2018 | kpt. Mariusz Koper                                                                      | Katharsis II         | za opłynięcie Antarktydy trasą poniżej 60⁰ S na s/y Katharsis II |
| 2019 | kpt. Joanna Pajkowska                                                                   | Fanfan               | ze rejs na s/y Fanfan – samotnie dookoła świata bez zawijania do portów trasą wokół trzech przylądków |
| 2020 | nie przyznano                                                                           | -                    | czas pandemii skutkował zawieszeniem większości projektów żeglarskich – zdaniem Jury żaden ze zrealizowanych rejsów nie kwalifikował się do najwyższej nagrody                                                                                                  |
| 2021 | nie przyznano                                                                           | -                    | czas pandemii skutkował zawieszeniem większości projektów żeglarskich – zdaniem Jury żaden ze zrealizowanych rejsów nie kwalifikował się do najwyższej nagrody                                                                                                  |
| 2022 | kpt. Michał Palczyński oraz Aleksandra Rapp                                             | Crystal              | za pacyficzny rejs pod hasłem „Tam gdzie rodzą się sztormy – wyprawa jachtem wzdłuż łańcucha Aleutów”: z Polinezji Francuskiej na Aleuty (ok. 5000 Mm), wzdłuż łańcucha amerykańskich Aleutów (ok. 1000 Mm), z Aleutów na Hawaje (ok. 2700 Mm); w sumie 8769 Mm |

### Laureaci wielokrotni
| liczba | nazwisko           | lata             |
| ------ | ------------------ | ---------------- |
| 3      | Joanna Pajkowska   | 2009, 2017, 2019 |
| 2      | Wojciech Jacobson  | 1985, 1988       |
| 2      | Kazimierz Jaworski | 1976, 1977       |
| 2      | Szymon Kuczyński   | 2016, 2018       |
| 2      | Janusz Kurbiel     | 1988, 1991       |
| 2      | Roman Paszke       | 1997, 2001       |
| 2      | Jerzy Radomski     | 1995, 2010       |
| 2      | Ryszard Wabik      | 1982, 1986       |
| 2      | Jacek Wacławski    | 2003, 2006       |
| 2      | Ryszard Wojnowski  | 2013, 2014       |